# I Am You (EP)
I Am You (estilizado como I am YOU) es el tercer extended play (EP) del grupo surcoreano Stray Kids. El EP fue lanzado física y digitalmente el 22 de octubre del 2018 por JYP Entertainment y fue distribuido mediante Iriver. Una presentación titulada Stray Kids Unveil: Op. 03: I Am You se llevó a cabo en Olympic Hall un día antes del lanzamiento. El álbum vendió un total de 76,547 copias físicas en octubre del mismo año.
El álbum fue lanzado en dos versiones. Una versión “I am” y la otra, "YOU".

## Lista de canciones
Créditos sacados de Melon
I am YOU — EP digital

| N.º   | Título                 | Música                                                         | Escritor(es)                                     | Arreglo                        | Duración |  |
| 1.    | «YOU.»                 | Changbin (3Racha), Hwang Hyun-jin, Yang Jeong-in, Hong Ji-sang | Changbin (3Racha), Hwang Hyun-jin, Yang Jeong-in | Hong Ji-sang                   | 1:19     |  |
| 2.    | «I Am You»             | 3Racha, Lee Woo-min, Justin Reinstein, KZ, Zene The Zilla      | 3Racha                                           | collapsedone, Justin Reinstein | 3:25     |  |
| 3.    | «My Side» (편)         | 3Racha, FRANTS                                                 | 3Racha                                           | FRANTS                         | 3:37     |  |
| 4.    | «Hero's Soup» (해장국) | 3Racha, Lee Hae-sol                                            | 3Racha                                           | Lee Hae-sol                    | 3:33     |  |
| 5.    | «Get Cool»             | Yong Jong-sung, Inner Child, Song Ha-eun, Totem, 3Racha        | 3Racha, Inner Child                              | Yong Jong-sung, Song Ha-eun    | 3:15     |  |
| 6.    | «N/S» (극과 극)        | 3Racha, SLO                                                    | 3Racha                                           | SLO                            | 3:45     |  |
| 7.    | «0325»                 | 3Racha, Hong Ji-sang                                           | 3Racha                                           | Hong Ji-sang                   | 3:39     |  |
| 22:30 |                        |                                                                |                                                  |                                |          |  |

I am YOU — EP físico (bonus track)

| N.º   | Título       | Música                  | Escritor(es)            | Arreglo                        | Duración |  |
| 8.    | «Mixtape #3» | Stray Kids, Kim Woo-jin | Stray Kids, Kim Woo-jin | Bang Chan (3Racha), Doplamingo | 4:20     |  |
| 25:50 |              |                         |                         |                                |          |  |

## Posicionamiento en listas
| Listas (2018)                     | Mejor posición |
| --------------------------------- | -------------- |
| French Download Albums (SNEP)     | 124            |
| Japanese Albums (Oricon)          | 17             |
| Hungarian Albums (MAHASZ)         | 25             |
| South Korean Albums (Gaon)        | 2              |
| US Heatseekers Albums (Billboard) | 20             |
| US World Albums (Billboard)       | 8              |

| Listas (2018)              | Mejor posición |
| -------------------------- | -------------- |
| South Korean Albums (Gaon) | 44             |